# Mockethal
Mockethal ist ein Stadtteil von Pirna im Landkreis Sächsische Schweiz-Osterzgebirge, Sachsen. In Ortsnähe verläuft die ehemalige Bahnstrecke Pirna–Herrenleite.

## Geschichte
Erstmals erwähnt wurde der Ort 1417 als Mütal. Die Schreibweise des Ortsnamens änderte sich mehrfach. 1417: Mütal, 1420: Mogtal, 1445/47: Mocktal, 1451: Mocketal, 1457: Mockental, 1517: Mackenthal, 1547: Muckethal, seit 1791 zum heutigen Mockethal.
Der Ort wurde 1539 nach Dorf Wehlen gepfarrt und gehört seit 1930 zur Kirchgemeinde Dorf Wehlen.
Mockethal besaß einen eigenen Erbrichter mit Schankrecht. Seit 1900 steht an dieser Stelle der Gasthof Zum grauen Storch.
Der Ortskern ist ein slawischer Rundling mit überwiegend Dreiseithöfen. In den Obergeschossen trifft man teilweise noch Fachwerk an, während die Untergeschosse massiv in Sandstein ausgebaut wurden. 1900 betrug die Fläche 287 ha.
Am 1. Juli 1950 wurde Mockethal nach Pirna eingemeindet.

### Entwicklung der Einwohnerzahl
| Jahr    | Einwohnerzahl                             |
| ------- | ----------------------------------------- |
| 1547/51 | 16 besessene Mann, 1 Häusler, 15 Inwohner |
| 1764    | 16 besessene Mann, 6 Häusler,             |
| 1834    | 194                                       |

| Jahr | Einwohnerzahl |
| ---- | ------------- |
| 1871 | 229           |
| 1890 | 379           |
| 1910 | 444           |

| Jahr | Einwohnerzahl |
| ---- | ------------- |
| 1925 | 449           |
| 1939 | 582           |
| 1946 | 618           |

## Wirtschaft und Infrastruktur
Neben der Landwirtschaft betrieben die Mockethaler vor allem die Sandsteinbrecherei.
Den Öffentlichen Personennahverkehr stellen die Stadtverkehr Pirna durch die Linie M sicher sowie die Linie 238 im Verkehrsverbund Oberelbe.